# Daguioman
Daguioman est une municipalité située dans la province d'Abra, aux Philippines.